# Reynolds Technology

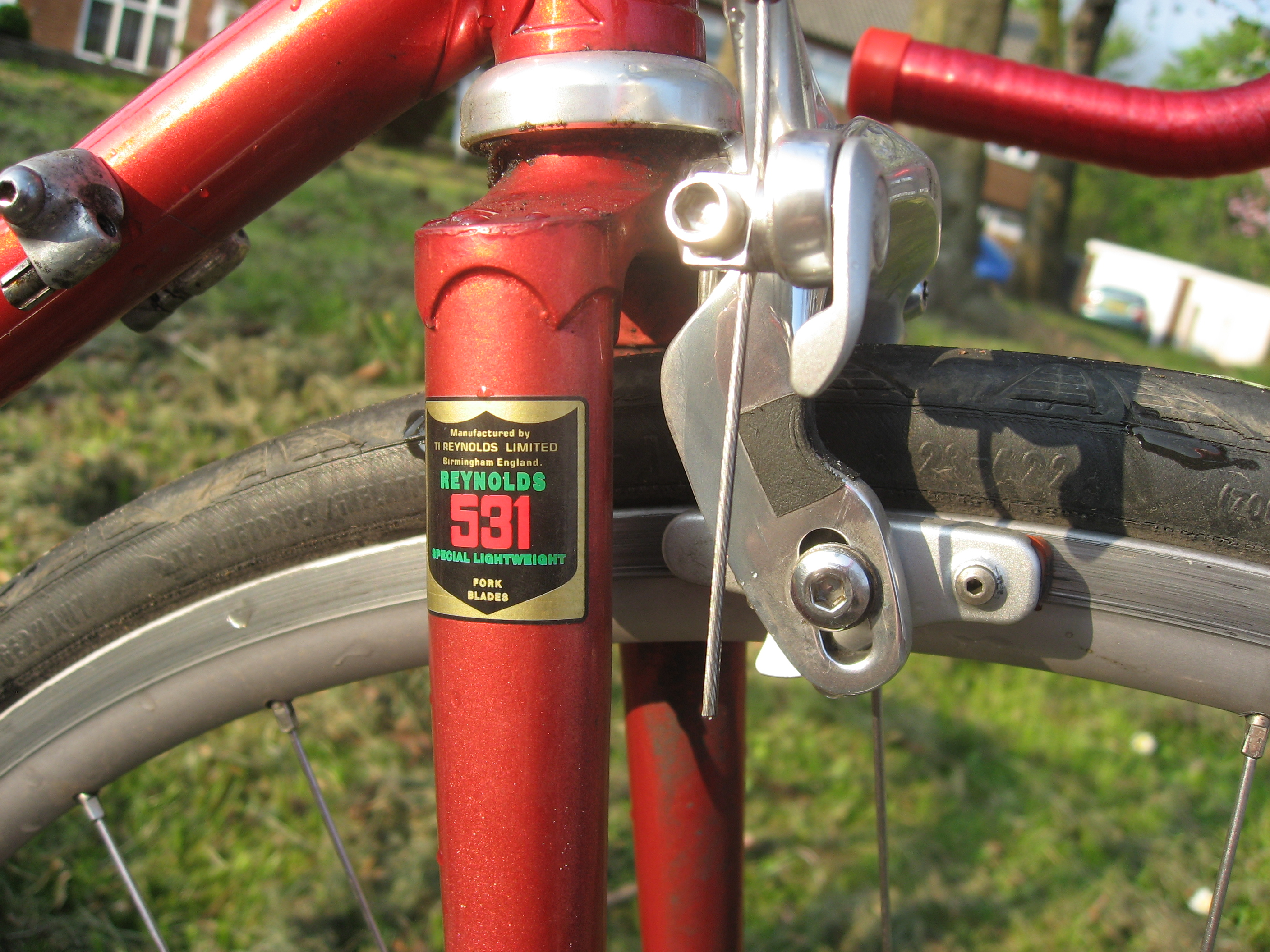
Fietsframe waarin 531 buizen van Reynolds zijn toegepast.

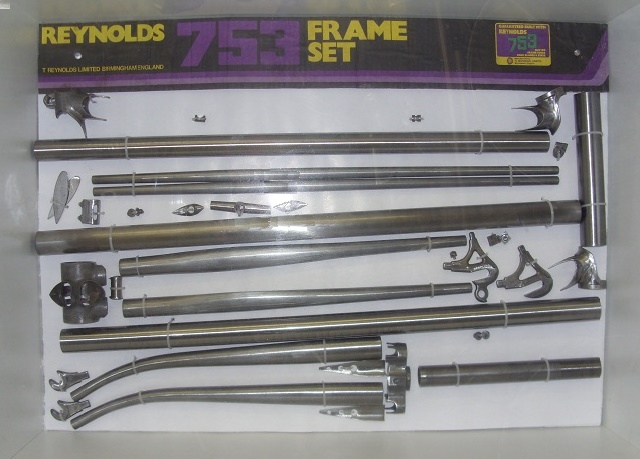
Framebuizen en soldeerdelen

Reynolds Technology is een Engelse fabrikant van delen van vervoermiddelen, vooral buizen voor fietsframes en frames voor motorfietsen.
De fabrikant is gevestigd in Birmingham en is in de 19e eeuw opgericht. De buizen waren tot circa 1985 van Mangaanstaal, gewoonlijk aangeduid met het typenummer 531. Door met name concurrentie uit Italië, worden er vanaf 1975 nieuwe types ontwikkeld, zoals 753. Mangaanstalen zijn goed soldeerbaar, maar slecht lasbaar. Daarom werd vanaf 1985 ook Chroom-Molybdeenstaal geproduceerd, omdat de industrie overstapte van solderen naar lassen. In de jaren daarna ging Reynolds mee met de ontwikkelingen: men maakt nu ook buizen van aluminium, magnesium, titanium en carbonfiber.